# Tanah Baru (Lawe Sigala-Gala)
Tanah Baru is een bestuurslaag in het regentschap Aceh Tenggara van de provincie Atjeh, Indonesië. Tanah Baru telt 896 inwoners (volkstelling 2010).